# 峄城区
峄城区是中国山东省枣庄市所辖的一个市辖区。地處山東省棗莊市南部，為山東省南大門，緊鄰徐州市，居於淮海經濟區的中心位置，总面积为627.6平方公里。區人民政府駐壇山街道壇山路166號。

## 行政区划
峄城区下辖2个街道办事处、5个镇：
坛山街道、吴林街道、古邵镇、阴平镇、底阁镇、榴园镇和峨山镇。

## 人口
根據第七次全国人口普查數據顯示：全区常住人口為 362524人，与2010年第六次全国人口普查的364238人相比，十年共减少1714人，下降0.47%，年均下降0.05%。
2022年，嶧城區合法生育率89.4%，出生人口性別比（男比女）115.56：100，人口出生率5.58‰，自然增長率2.35‰。年末公安户籍總人口41.7086萬人，比上年減少5314人，比上年末下降1.3%，人口總量自2017年以來，連續六年出現降低。

## 交通
- 104国道
- 206国道

## 风景名胜
- 冠世榴园
- 万福园
- 匡衡墓